# Свитнев, Иван Александрович
Иван Александрович Свитнев (1888, Петровск — 20 августа 1938, Москва) — сыщик, сотрудник уголовного сыска Российской империи, сотрудник сыскных подразделений НКВД СССР, один из основоположников советского уголовного розыска, капитан милиции.

## Биография
Иван Александрович Свитнев родился в 1888 году в городе Петровске Саратовской губернии в семье рабочего. Рос в многодетной семье. В 12 лет умерла мать.
Окончил три класса городского училища, после чего за неимением средств для оплаты обучения бросил школу. Работал писарем в окружном суде, регистратором уездной земской управы. В 1907 году скончался отец.
- 1907 год — переезжает в Саратов, где поступает на службу в полицейское управление. Работает околоточным надзирателем, агентом по розыску.
- 1909 год — 1913 год — служба в армии.
- 1913 год — 1917 год — служба в сыскной полиции города Саратова.
- 1918 год — арестован, как чуждый элемент, но через неделю освобождён и зачислен в милицию в должности рядового.
- 1 сентября 1919 года — июнь 1920 года — начальник управления уголовного розыска Саратовской губернии.
- с июня 1920 года — начальник инспекторского подотдела Центророзыска Казахстана.
- 1920 год — 1921 год — начальник УГРО Оренбургско-Тургайской губернии и Центророзыска Казахстана.
- 1921 год — 1930 год — начальник УГРО Саратовской губернии.
- 1924 год — получил советское гражданство.
- 1927 год — 1929 год — по совместительству преподаватель оперативно-розыскных дисциплин Саратовской школы милиции.
- с августа 1930 года — начальник Алма-Атинского городского УГРО — заместитель начальника Центророзыска КССР.
- 1930 год — 1931 год — заместитель начальника Управления УГРО при СНК Казахской АССР.
- 1930 год — арестован и находился под следствием в течение 55 суток, после чего освобождён.
- 1931 год — осень 1937 года — заместитель начальника 8-го отделения Московского уголовного розыска, заместитель начальника Таганского районного отделения рабоче-крестьянской милиции города Москвы.
- 10 марта 1937 года — присвоено звание капитана милиции.
- с осени 1937 года — в результате чистки рядов милиции от нежелательных элементов отправлен на пенсию.

22 марта 1938 года — арестован. 29 июля 1938 года — осужден по делу так называемой «Польской организации войсковой» за шпионскую и диверсионную деятельность с террористическими намерениями и приговорён к расстрелу. 20 августа 1938 года — расстрелян. Захоронен на Бутовском полигоне. Реабилитирован в марте 1956 года.

## Награды
- В источниках указывается о присвоении Свитневу И. А. звания Героя Труда с вручением наградного оружия — револьвера с гравировкой «За энергичную и умелую борьбу с бандитизмом и продолжительную работу в органах уголовного розыска».
- Представлялся Саратовским губернским административным отделом к награждению Орденом Трудового Красного Знамени, однако награждение по неизвестным причинам не состоялось.
- Золотые часы от Президиума ВЦИК.
- Золотые часы от Саратовского губисполкома «За продолжительную и плодотворную работу в рядах рабоче-крестьянской милиции, активную деятельность по укреплению милицейского аппарата и успешную борьбу с преступностью».